# FC Suðuroy
Maillots
Le FC Suðuroy est un club de football féroïen basé à Vágur, fondé le 1er janvier 2010. Le club est issu de la fusion de plusieurs clubs de l'île de Suðuroy : le VB Vágur et le SÍ Sumba. 

## Histoire
Le club dispute en 2010 la Vodafonedeildin (première division) et termine à une neuvième place synonyme de relégation en 1. deild. L'équipe remporte le titre de deuxième division en 2011, et participe donc de nouveau à la Vodafonedeildin en 2012.

## Palmarès
- Championnat des îles Féroé de deuxième division
  - Champion : 2011